# Barkhausen (Gnarrenburg)
Barkhausen (niederdeutsch Barkhusen) ist ein Ortsteil der Gemeinde Gnarrenburg im Landkreis Rotenburg (Wümme) in Niedersachsen.

## Geographie

### Geographische Lage
Barkhausen befindet sich zentral im Elbe-Weser-Dreieck und wird von den Ortschaften Langenhausen im Norden, Glinstedt im Osten, Karlshöfen im Süden und Gnarrenburg im Westen umschlossen.

### Gewässer
Durch das Ortsgebiet verläuft der Barkhausener Kanal und der Oste-Hamme-Kanal, der in die Hamme mündet. 

## Geschichte
Barkhausen wurde 1784 von Jürgen Christian Findorff im Zuge der Moorkolonisierung gegründet. Die Besiedelung fand zunächst nur direkt am Oste-Hamme-Kanal statt und erstreckte sich anschließend weiter nördlich und südöstlich. Bekannt als das „Königholz“ wurde 1816 erstmals versucht im Moor Nadelgehölze anzupflanzen, was letztendlich scheiterte. Nach der Abholzung entstand an der gleichen Position die Siedlung „Forstortanfang“, die heute zu Glinstedt gehört. Das Wohn- und Wirtschaftsgebäude Klosterstraße 34 stammt aus dem 19. Jahrhundert und steht unter Denkmalschutz.
Heute existieren die Bezeichnungen Unter-Barkhausen für die Siedlung am Kanal, Mittel-Barkhausen und Ober-Barkhausen am Barkhausener Kanal.

### Eingemeindungen
Am 8. April 1974 wurde Barkhausen im Zuge der Gebietsreform in die Gemeinde Gnarrenburg eingegliedert.

### Einwohnerentwicklung
| Jahr      | 1910 | 1925 | 1933 | 1939 | 2011 | 2012 | 2016 |
| --------- | ---- | ---- | ---- | ---- | ---- | ---- | ---- |
| Einwohner | 230  | 222  | 224  | 201  | 281  | 267  | 263  |

(Quellen: 1910, 1925–1939, 2011–2016 laut Versionsgeschichte des Ortes jeweils zum 31. Dezember)

## Politik

### Gemeinderat und Bürgermeister
Auf kommunaler Ebene wird der Ortsteil Barkhausen vom Gnarrenburger Gemeinderat vertreten.

### Ortsvorsteher
Der Ortsvorsteher von Barkhausen ist Jürgen Wehrs (CDU).

### Wappen
Auf weißem Hintergrund eine Birke mit zwei seitlich angeordneten roten Häusern.

## Gebäude
- Wohn- und Wirtschaftsgebäude Klosterstraße 34 aus dem 19. Jahrhundert in Fachwerk
- Wohn- und Wirtschaftsgebäude Oberbarkhausener Straße 15 von um 1850 bis 1900 in Fachwerk